# Paulo Caruso (ator)
Paulo Caruso Gómez (São Paulo, 9 de outubro de 1979) é um ator brasileiro.

## Biografia
Começou sua carreira de ator com oito meses de idade participando de peças publicitárias. Aos quatro anos, estreou no teatro protagonizando o musical "Tistú - O Menino do Polegar Verde", espetáculo que lhe rendeu no ano de 1985 o prêmio APCA de melhor ator revelação e a indicação ao prêmio APETESP na mesma categoria. 
Na televisão Paulo trabalhou durante dois anos ao lado do humorista Orival Pessini, intérprete da personagem "Fofão" no programa "TV Fofão", transmitido pela Rede Bandeirantes. Logo depois foi para a TV Cultura onde participou de esquetes nos programas "Rá-Tim-Bum", "Glub-Glub", além de interpretar a personagem Fred no seriado "Mundo da Lua". 
Na Rede Globo, participou da telenovela "Laços de Família" em 2000, vivendo a personagem "Rubinho". Também viveu a personagem "Gabriel" em 2002 na telenovela "Marisol", no SBT. 
No teatro, já contabiliza onze peças, entre elas "O Retorno ao Deserto" (Koltés), "Tudo no Timing" (David Ives) e Sketches (Karl Valentin). Paulo Caruso é filho dos atores Paulo José e Beth Caruso e meio-irmão das atrizes Ana Kutner, Bel Kutner e da diretora Clara Kutner.